# 함양아
함양아(咸良娥, Yang Ah Ham, 1968년 ~) 한국의 여성 설치 미술가 및 비디오 아티스트이다.

## 학력
1991년 서울대학교 미술대학 서양화과 학사를 전공하였고 1993년 서울대학교 미술대학 미술이론 석사 이후, 1998년 뉴욕대학교 대학원 미디어아트 석사를 전공하였다.

## 전시

### 개인전
- 2010년 형용사적 삶 > 넌센스 팩토리 Adjective Life in the Nonsense Factory_아트선재센터[1]
- 2004년 개인전-Dream ... In Life, 인사미술공간
- 2000년 개인전 몽유도원도 텍사스 아트 스페이스
- 1997년 개인전 뉴욕 워싱턴스퀘어 갤러리
- 1994년 개인전_나화랑

### 그룹전
- 1996년 다이얼로그전, 뉴욕 한국문화원
- 1997년 디스미디어, 뉴욕 칸토미디어센터
- 1997년 뉴욕잭굿만상 수상전, 뉴욕 로젠버그갤러리
- 1998년 의식주전, 서울시립미술관
- 1998년 AAAC, 뉴욕 아시아 아메리칸아트센터
- 1999년 믹서 앤 쥬서전, 문예진흥원 미술회관
- 1999년 팥쥐들의 행진- 제1회 여성미술제, 예술의전당
- 2000년 Apt.3F, 뉴욕 Asian American Art Center
- 2001년 Suitcase Study, 홍콩 1A 스페이스
- 2001년 Songpoem, 뉴욕 코한 레슬리&브라운 갤러리, 텍사스 앵스트롬갤러리, 로스앤젤리스 팰리스씨어터
- 2002년 리얼_인터페이스전, 스페이스이마
- 2002년 쌈지스페이스 오픈스튜디오, 쌈지스페이스
- 2002년 제4회 광주비엔날레 프로젝트1-Paused, 광주
- 2002년 MAPP_Video & Screen, 충무로 영상센터 활력연구소
- 2003년 에너지전, 프로젝트스페이스집
- 2003년 쌈지스페이스 오픈스튜디오 4, 쌈지스페이스
- 2003년 이름찍기전, 대안공간루프
- 2003년 Relative Reality-Cross 2003/Korea, 하와이 코아아트갤러리
- 2003년 Relative Reality-Korea Media Art Today, 시카고 월쉬갤러리
- 2003년 Facing Korea-Korea Contemporary Art 2003, 암스테르담 아트 파운데이션
- 2003년 오픈스튜디오 2003, ISCP-뉴욕
- 2004년 Packed/Unpacked, 파주 쌈지미술창고
- 2004년 스페이스 코디네이트전, 스페이스 코디네이트
- 2004년 Media Art, Now&Future, 청주 신미술관
- 2004년 제5회 쌈지오픈스튜디오, 쌈지스페이스
- 2005년 DMZ_2005, 파주 예술마을 헤이리
- 2005년 번역에 저항한다전, 토탈미술관
- 2005년 제5회 쌈지스페이스 연례 국제교류전, 쌈지스페이스, 동경 AITWONDER SITE
- 2005년 Illusions of Memory, 샤먼 차이니즈 유러피안아트센터
- 2005년 다음작가상 수상자전, 금호미술관

## 수상
- 2005년 한국문화예술위원회 올해의 예술가상
- 2004년 다음 작가상